# 77ste Oscaruitreiking
De 77ste Oscaruitreiking, waarbij prijzen werden uitgereikt aan de beste prestaties in films uit 2004, vond op 27 februari 2005 plaats in het Kodak Theatre in Hollywood. De ceremonie werd gepresenteerd door Chris Rock. De genomineerden werden op 25 januari bekendgemaakt door Frank Pierson, voorzitter van de Academy, en acteur Adrien Brody in het Samuel Goldwyn Theater te Beverly Hills. The Aviator, met elf nominaties, viel vijf keer in de prijzen, maar niet voor beste film en regisseur; die waren voor Million Dollar Baby.

## Winnaars en genomineerden
De winnaars staan bovenaan in vet lettertype.

#### Beste film
- Million Dollar Baby
  - The Aviator
  - Finding Neverland
  - Ray
  - Sideways

#### Beste regisseur
- Clint Eastwood - Million Dollar Baby
  - Taylor Hackford - Ray
  - Mike Leigh - Vera Drake
  - Alexander Payne - Sideways
  - Martin Scorsese - The Aviator

#### Beste mannelijke hoofdrol
- Jamie Foxx - Ray
  - Don Cheadle - Hotel Rwanda
  - Johnny Depp - Finding Neverland
  - Leonardo DiCaprio - The Aviator
  - Clint Eastwood - Million Dollar Baby

#### Beste vrouwelijke hoofdrol
- Hilary Swank - Million Dollar Baby
  - Annette Bening - Being Julia
  - Catalina Sandino Moreno - Maria Full of Grace
  - Imelda Staunton - Vera Drake
  - Kate Winslet - Eternal Sunshine of the Spotless Mind

#### Beste mannelijke bijrol
- Morgan Freeman - Million Dollar Baby
  - Alan Alda - The Aviator
  - Thomas Haden Church - Sideways
  - Jamie Foxx - Collateral
  - Clive Owen - Closer

#### Beste vrouwelijke bijrol
- Cate Blanchett - The Aviator
  - Laura Linney - Kinsey
  - Virginia Madsen - Sideways
  - Sophie Okonedo - Hotel Rwanda
  - Natalie Portman - Closer

#### Beste originele scenario
- Eternal Sunshine of the Spotless Mind - Charlie Kaufman, Michel Gondry en Pierre Bismuth
  - The Aviator - John Logan
  - Hotel Rwanda - Keir Pearson en Terry George
  - The Incredibles - Brad Bird
  - Vera Drake - Mike Leigh

#### Beste bewerkte scenario
- Sideways - Alexander Payne en Jim Taylor
  - Before Sunset - Richard Linklater, Julie Delpy, Ethan Hawke en Kim Krizan
  - Finding Neverland - David Magee
  - Million Dollar Baby - Paul Haggis
  - The Motorcycle Diaries - José Rivera

#### Beste niet-Engelstalige film
- The Sea Inside - Spanje
  - As It Is in Heaven - Zweden
  - The Chorus (Les Choristes) - Frankrijk
  - Downfall - Duitsland
  - Yesterday - Zuid-Afrika

#### Beste animatiefilm
- The Incredibles - Brad Bird
  - Shark Tale - Bill Damaschke
  - Shrek 2 - Andrew Adamson

#### Beste documentaire
- Born into Brothels - Ross Kauffman en Zana Briski
  - The Story of the Weeping Camel - Luigi Falorni en Byambasuren Davaa
  - Super Size Me - Morgan Spurlock
  - Tupac: Resurrection - Lauren Lazin en Karolyn Ali
  - Twist of Faith - Kirby Dick en Eddie Schmidt

#### Beste camerawerk
- The Aviator - Robert Richardson
  - House of Flying Daggers - Zhao Xiaoding
  - The Passion of the Christ - Caleb Deschanel
  - The Phantom of the Opera - John Mathieson
  - A Very Long Engagement - Bruno Delbonnel

#### Beste montage
- The Aviator - Thelma Schoonmaker
  - Collateral - Jim Miller en Paul Rubell
  - Finding Neverland - Matt Chesse
  - Million Dollar Baby - Joel Cox
  - Ray - Paul Hirsch

#### Beste artdirection
- The Aviator - Dante Ferretti en Francesca Lo Schiavo
  - Finding Neverland - Gemma Jackson en Trisha Edwards
  - Lemony Snicket's A Series of Unfortunate Events - Rick Heinrichs en Cheryl Carasik
  - The Phantom of the Opera - Anthony Pratt en Celia Bobak
  - A Very Long Engagement - Aline Bonetto

#### Beste originele muziek
- Finding Neverland - Jan A.P. Kaczmarek
  - Harry Potter and the Prisoner of Azkaban - John Williams
  - Lemony Snicket's A Series of Unfortunate Events - Thomas Newman
  - The Passion of the Christ - John Debney
  - The Village - James Newton Howard

#### Beste originele nummer
- "Al Otro Lado del Río" uit The Motorcycle Diaries - Muziek en tekst: Jorge Drexler
  - "Accidentally in Love" uit Shrek 2 - Muziek: Adam Duritz, Charles Gillingham, Jim Bogios, David Immergluck, Matthew Malley en David Bryson, tekst: Adam Duritz en Daniel Vickrey
  - "Believe" uit The Polar Express - Muziek en tekst: Glen Ballard en Alan Silvestri
  - "Learn to Be Lonely" uit The Phantom of the Opera - Muziek: Andrew Lloyd Webber, tekst: Charles Hart
  - "Look to Your Path (Vois Sur Ton Chemin)" uit The Chorus (Les Choristes) - Muziek: Bruno Coulais, tekst: Christophe Barratier

#### Beste geluidsmixing
- Ray - Scott Millan, Greg Orloff, Bob Beemer en Steve Cantamessa
  - The Aviator - Tom Fleischman en Petur Hliddal
  - The Incredibles - Randy Thom, Gary A. Rizzo en Doc Kane
  - The Polar Express - Randy Thom, Tom Johnson, Dennis Sands en William B. Kaplan
  - Spider-Man 2 - Kevin O'Connell, Greg P. Russell, Jeffrey J. Haboush en Joseph Geisinger

#### Beste geluidsbewerking
- The Incredibles - Michael Silvers en Randy Thom
  - The Polar Express - Randy Thom en Dennis Leonard
  - Spider-Man 2 - Paul N.J. Ottosson

#### Beste visuele effecten
- Spider-Man 2 - John Dykstra, Scott Stokdyk, Anthony LaMolinara en John Frazier
  - Harry Potter and the Prisoner of Azkaban - Roger Guyett, Tim Burke, John Richardson en Bill George
  - I, Robot - John Nelson, Andrew R. Jones, Erik Nash en Joe Letteri

#### Beste kostuumontwerp
- The Aviator - Sandy Powell
  - Finding Neverland - Alexandra Byrne
  - Lemony Snicket's A Series of Unfortunate Events - Colleen Atwood
  - Ray - Sharen Davis
  - Troy - Bob Ringwood

#### Beste grime
- Lemony Snicket's A Series of Unfortunate Events - Valli O'Reilly en Bill Corso
  - The Passion of the Christ - Keith Vanderlaan en Christien Tinsley
  - The Sea Inside - Jo Allen en Manuel García

#### Beste korte film
- Wasp - Andrea Arnold
  - 7:35 in the Morning - Nacho Vigalondo
  - Everything in This Country Must - Gary McKendry
  - Little Terrorist - Ashvin Kumar
  - Two Cars, One Night - Taika Waititi en Ainsley Gardiner

#### Beste korte animatiefilm
- Ryan - Chris Landreth
  - Birthday Boy - Sejong Park en Andrew Gregory
  - Gopher Broke - Jeff Fowler en Tim Miller
  - Guard Dog - Bill Plympton
  - Lorenzo - Mike Gabriel en Baker Bloodworth

#### Beste korte documentaire
- Mighty Times: The Children's March - Robert Hudson en Bobby Houston
  - Autism Is a World - Gerardine Wurzburg
  - The Children of Leningradsky - Hanna Polak en Andrzej Celinski
  - Hardwood - Hubert Davis en Erin Faith Young
  - Sister Rose's Passion - Oren Jacoby en Steve Kalafer

#### Jean Hersholt Humanitarian Award
- Roger Mayer

#### Ere-award
- Sidney Lumet, als erkenning voor zijn schitterende diensten voor scenarioschrijvers, artiesten en de kunst van het filmmaken.[2]

## Films met meerdere nominaties
De volgende films ontvingen meerdere nominaties:
| Nominaties | Film                                            | Awards |
| ---------- | ----------------------------------------------- | ------ |
| 11         | The Aviator                                     | 5      |
| 7          | Finding Neverland                               | 1      |
| 7          | Million Dollar Baby                             | 4      |
| 6          | Ray                                             | 2      |
| 5          | Sideways                                        | 1      |
| 4          | The Incredibles                                 | 2      |
| 4          | Lemony Snicket's A Series of Unfortunate Events | 1      |
| 3          | Hotel Rwanda                                    |        |
| 3          | The Passion of the Christ                       |        |
| 3          | The Phantom of the Opera                        |        |
| 3          | The Polar Express                               |        |
| 3          | Spider-Man 2                                    | 1      |
| 3          | Vera Drake                                      |        |
| 2          | The Chorus (Les Choristes)                      |        |
| 2          | Closer                                          |        |
| 2          | Collateral                                      |        |
| 2          | Eternal Sunshine of the Spotless Mind           | 1      |
| 2          | Harry Potter and the Prisoner of Azkaban        |        |
| 2          | The Motorcycle Diaries                          | 1      |
| 2          | The Sea Inside                                  | 1      |
| 2          | Shrek 2                                         |        |
| 2          | A Very Long Engagement                          |        |